# Chengdu J-10
Chengdu J-10 (歼十, Jiān 10) este un avion de luptă multirol proiectat de Chengdu Aircraft Industry Corporation (CAC) în Republica Populară Chineză pentru Forțele Aeriene ale Armatei de Eliberare Populară (PLAAF).

## Avioane similare
- Dassault Rafale
- Eurofighter Typhoon
- Jas-39 GRIPEN